# Anzy-le-Duc
Anzy-le-Duc è un comune francese di 528 abitanti situato nel dipartimento della Saona e Loira nella regione della Borgogna-Franca Contea.

## Società

### Evoluzione demografica
Abitanti censiti